# ذخیرگاه طبیعت اوملانگا
ذخیرگاه طبیعت اوملانگا (به انگلیسی: Umhlanga Lagoon Nature Reserve) یک تفرج‌گاه در بیرون شهر دوربان آفریقای جنوبی است که مردم این شهر برای رفع خستگی و اوقات فراغت به آنجا مراجعت می‌کنند . در میان ذخیره‌گاه طبیعت یک تالاب است که گذر از پل چوبی وسط تالاب بسیار مایه لذت طبیعت‌دوستان هست .  ذخیرگاه طبیعت اوملانگا یک مکان برهنگی محسوب می‌شود  که مایه انتقاد افراد غیر برهنه قرار گرفته است .  